# Kramerstraße 10 (Lemgo)

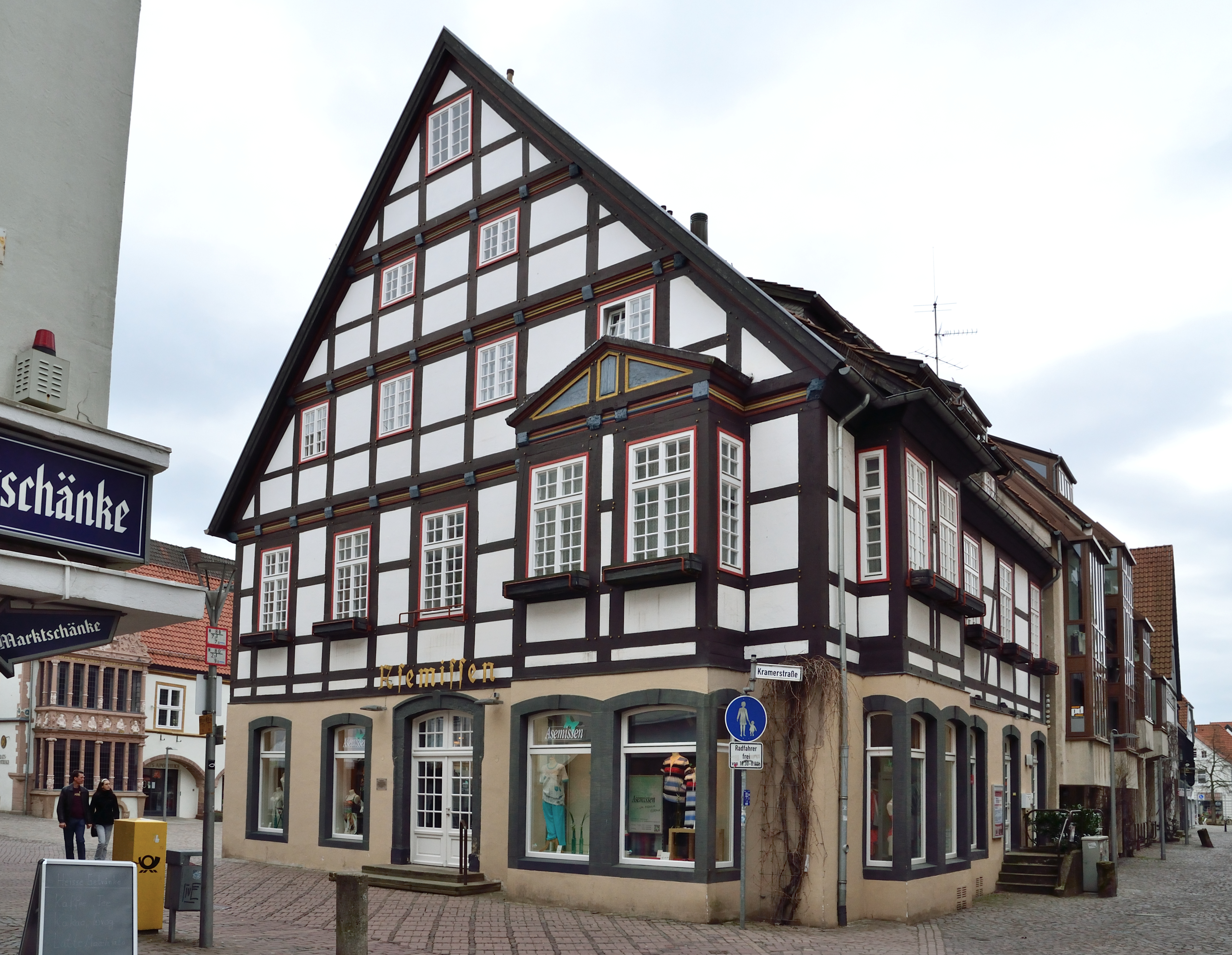
Haus Kramerstraße 10 in Lemgo

Das Gebäude Kramerstraße 10 in Lemgo, einer Stadt im Kreis Lippe in Nordrhein-Westfalen, wurde 1774 für den Gastwirt Johann Ernst Eberhardt errichtet. Das Fachwerkhaus in Ecklage zur Mittelstraße ist ein geschütztes Baudenkmal.
Das zweigeschossige Wohn- und Geschäftshaus auf einem massiven Erdgeschoss aus Bruchstein, das ursprünglich ein Gasthaus beherbergte, war seit 1860 verputzt. Bei diesem Umbau wurden auch die Auslucht-Erdgeschosse zu Schaufenstern umgestaltet.
Der auf Gut Schackenburg geborene Hermann Asemissen (1877–1977) eröffnete in diesem Haus ein Geschäft, das noch heute den Namenszug Asemissen trägt.
Das Fachwerk zur Marktseite wurde 1949 wieder freigelegt. In den Jahren 1976/77 wurde das Gebäude umfassend renoviert, dabei erfolgte eine Freilegung des restlichen Fachwerks und die Wiederherstellung der Ausluchten. 
Das Fachwerk ist schmucklos, lediglich der Standerker mit einer Dreiecksbekrönung ist auffällig. Beim Bau wurde Abbruchmaterial anderer Häuer verwendet, darunter Beschlagwerkbänder aus der Zeit um 1580 und Bruchstücke von Fensterpfosten und profilierten Gewänden im Mauerwerk.